# Ritvik Arora
 (juillet 2023).
Si vous disposez d'ouvrages ou d'articles de référence ou si vous connaissez des sites web de qualité traitant du thème abordé ici, merci de compléter l'article en donnant les références utiles à sa vérifiabilité et en les liant à la section « Notes et références ».
 (juillet 2023).
Ritvik Arora, né le 22 octobre 1997 à New Delhi, est un acteur indien. Surtout connu pour ses rôles d'Ahaan Dhanrajgir dans Tu Aashiqui et de Kunal Rajvansh dans Yeh Rishtey Hain Pyaar Ke.

## Biographie
Ritvik est né à New Delhi le 22 octobre 1997. Il fréquente l'école St. Columba (en) et entre ensuite au Sri Guru Gobind Singh College of Commerce (en) de l'université de Delhi, pour ses études de premier cycle. En 2015, il est l'un des lauréats du Fresh Face of the Year décerné par le Delhi Times (en). Il est à l'université lorsqu'il est sélectionné pour ses débuts à la télévision en 2017 et déménage alors à Mumbai pour poursuivre sa carrière d'acteur.

## Carrière
Arora fait ses débuts à la télévision en incarnant le rôle principal d'Ahaan Dhanrajgir dans la série télévisée Tu Aashiqui.